# 沈秋水
沈秋水（19世纪？—1956年），曾名花慧芝，清末民初上海人，出版家、作家史量才的二夫人，精通古琴。

## 生平
沈秋水幼時因家境貧困而被賣給上海四馬路迎春坊妓女花翠琴，在花翠琴家当歌女，改名花慧芝，排行第三，前有大姐花靈芝、二姐花采芝。其早年經歷各方所說不一，一說是被陶骏葆搶走。不久，陶骏葆被陳其美所殺後嫁與史量才。 一說為曾被一名貝勒買到京城。
史量才為其改名秋水。史量才原已在家鄉與表妹龐明德成婚，沈秋水並不是正室，然而其在家中地位很高。同時帶去了大量財富，相傳有八十萬銀元之巨，史量才也因此暴富，後來更協助史量才在1912年購下《申報》。
沈秋水一直沒有得子，而史量才更另有許多外婦，使得她鬱鬱寡歡。1933年，史量才為她在杭州西湖北山路、林逋放鶴亭的對面購地建造了秋水山莊。夫妻琴瑟和諧。
1934年11月13日與丈夫離開秋水山莊返回上海，途中史量才遭到暗殺死亡。但與其同車的沈秋水倖免於難。沈秋水後在其夫令靈前彈奏《廣陵散》，弦斷之後毀琴祭夫。之後她為史量才在吉庆山麓購買墓地，又賣掉秋水山莊，捐給了医院。1956年逝世，葬在南山公墓。